# Jordan Bardella
Jordan Bardella (AFI: [ʒɔʁdan baʁdɛla] · ; Drancy, 13 settembre 1995) è un politico francese, presidente del Rassemblement National a partire dal 5 novembre 2022.
Bardella è eurodeputato e presidente del gruppo Patrioti per l'Europa al Parlamento europeo, nonché membro della presidenza del partito europeo Identità e Democrazia.
Bardella è vicino all'ex presidente del partito Marine Le Pen, ed è considerato da alcune fonti esponente dell'ala più radicale del Rassemblement National.

## Biografia
Nato a Drancy (Senna-Saint-Denis), unico figlio di una modesta famiglia di 
immigrati le cui radici affondano in Italia (precisamente a Nichelino, in Piemonte) e Algeria, Olivier Bardella e Luisa Bertelli-Motta. Il nonno paterno, Guerino, proveniva da Alvito, mentre la parte materna della sua famiglia emigrò in Francia da Torino negli anni '60. Anche la nonna paterna, originaria di La Ferté-sous-Jouarre, è in parte immigrata: il padre franco-algerino, Mohand Seghir Mada (1903-1974), giunse in Francia negli anni '30 a Villeurbanne, lavorando come manovale nel settore edile.
Bardella è cresciuto nel comune di Montmorency (un sobborgo dell'area metropolitana parigina), dove il padre gestiva una piccola attività di distributori automatici. Vivevano in un complesso di edilizia residenziale pubblica. Il padre di Jordan si separò dalla moglie quando lui era ancora un bambino e così crebbe con la madre. In seguito avrebbe affermato di rappresentare "le origini modeste e la fibra sociale" in politica.
Dopo aver conseguito il diploma in economia e scienze sociali con lode presso la scuola secondaria privata "Jean-Baptiste-de-La-Salle" di Saint-Denis,, ha studiato geografia all'Università di Parigi-Sorbona in cui milita nell'Union nationale inter-universitaire (UNI), ma ha abbandonato gli studi per dedicarsi alla politica.

### Attività politica
Dal 2012 è membro del Front National. Dal 2015, a soli 20 anni, è consigliere regionale della regione Île-de-France.
Portavoce del partito dal 2017, membro del suo ufficio nazionale dal 2018 e segretario nazionale della sua ala giovanile Génération Nation (ex Fronte Nazionale della Gioventù) fino al 2021. 
Nel 2019, quando FN diviene Rassemblement National, è eletto vicepresidente del partito. Alle elezioni europee del 2019 in Francia, all'età di 23 anni, guida la lista RN, che arriva prima allo scrutinio, e viene eletto al Parlamento europeo.
Dal 13 settembre 2021 con l'annuncio di Marine Le Pen della candidatura per le presidenziali 2022, Bardella diviene presidente ad interim del Rassemblement National. Il 5 novembre 2022 ottiene l'85% dei voti dei 26.000 aderenti, battendo Louis Aliot, e assumendo la carica di presidente a pieno titolo.
Durante la sua presidenza, il partito ottiene 7.765.936 voti raggiungendo la percentuale di 31,37 sul totale dei voti validi e 30 seggi alle elezioni europee del 2024, risultati che portano il partito a essere la formazione politica più suffragata in Francia. In tale contesto, il presidente della Repubblica francese Emmanuel Macron ha deciso di sciogliere l'Assemblea Nazionale, indicendo una nuova tornata elettorale, nella quale Bardella è candidato per assumere il ruolo di primo ministro.

## Posizioni politiche

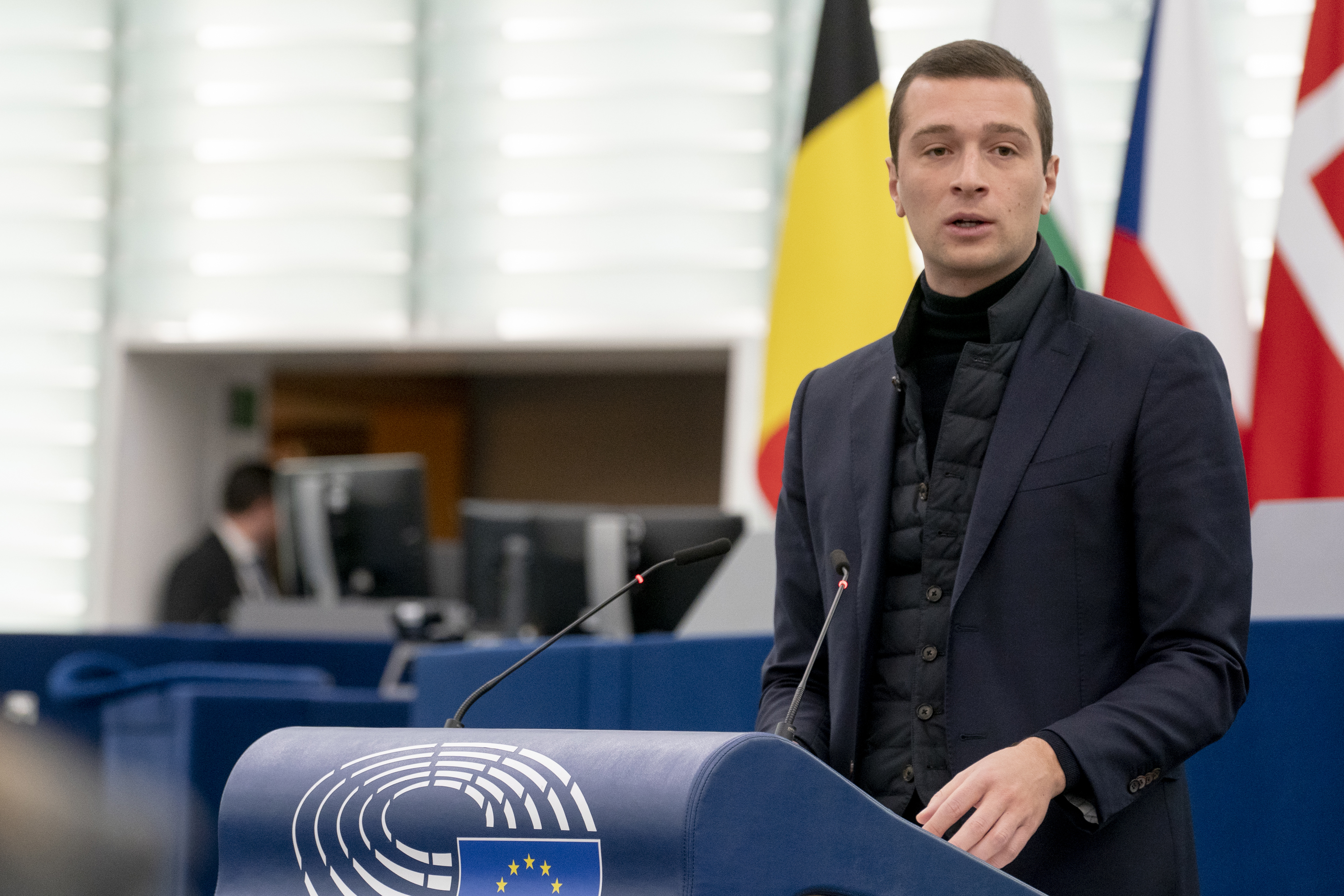
Jordan Bardella al Parlamento Europeo nel 2022

### Opposizione all'immigrazione
Durante la campagna elettorale per le elezioni europee del 2019, Jordan Bardella ha affermato che le due priorità per la generazione a cui apparteneva erano la crisi migratoria e la crisi ambientale. Ritiene che "se c'è una responsabilità umana in quello che sembra essere il riscaldamento globale, è una questione del nostro modello economico", e si oppone alla moltiplicazione degli accordi di libero scambio.
Bardella aderisce alla teoria del complotto della "grande sostituzione", secondo cui in Francia sarebbe in corso un processo di sostituzione della popolazione francese ed europea da parte di una popolazione non europea, proveniente principalmente dall'Africa subsahariana e dal Maghreb. Le Monde indica che Bardella presenta la teoria durante i suoi discorsi agli attivisti "usando tutte le perifrasi possibili per non chiamarla la 'grande sostituzione' perché l'espressione è stata vietata da Marine Le Pen".
Bardella vuole inoltre privare dell'assistenza sociale le persone "presenti illegalmente in Francia".

### Questioni sociali e societarie
Ha preso posizione contro il matrimonio tra persone dello stesso sesso, ritenendo che creasse le condizioni per l'apertura alla maternità surrogata o alla procreazione medicalmente assistita. Tuttavia, nel 2019 ha affermato di ritenere "come la maggioranza dei francesi, che il matrimonio per tutti sia ormai un dato di fatto" e ha rinviato i suoi oppositori all'uso del referendum di iniziativa popolare, che il RN intende istituire. È favorevole all'autorizzazione della cannabis per uso terapeutico, ma contro la sua legalizzazione generale.
Nel 2023 ha pubblicato un video su YouTube in cui parlava di ChatGPT, che ha definito "l'altro grande sostituto". È preoccupato per il superamento delle capacità umane e cognitive da parte della tecnologia.

### Questioni economiche
Bardella rivendica un "programma economico a favore delle imprese e dell'imprenditorialità" e critica la Francia come "il campione europeo delle tasse e dei dazi". Chiede l'abolizione del contributo di solidarietà sociale delle imprese, utilizzato per finanziare l'assicurazione vecchiaia, e del contributo sul valore aggiunto delle imprese (CVAE). Due tasse che, secondo il quotidiano Libération, riguardano soprattutto le società CAC 40. Accoglie con favore la decisione di Emmanuel Macron di ridurre l'imposta sulle società al 25% del fatturato. Sostiene inoltre il pagamento dell'RSA subordinato a 15 ore di attività obbligatoria e nel giugno 2024 ha rinnegato la promessa del Rassemblement National di abrogare la riforma delle pensioni se fosse salito al potere.
Secondo Le Monde, la posizione di destra di Jordan Bardella sulle questioni economiche con cui si rivolge "alle classi medio-alte e ai pensionati" corrisponde anche a una distribuzione dei ruoli con Marine Le Pen, che si rivolge invece principalmente alle "classi popolari".